# Michal Bláha (1972)
Michal Bláha (* 19. října 1972) je český podnikatel a politik, zakladatel neziskové organizace Hlídač státu, od listopadu 2024 místopředseda České pirátské strany.

## Život
Narodil se v roce 1972. Je zakladatelem neziskové organizace Hlídač státu. Byl rovněž zvolen členem Správní rady VZP. V roce 1997 spoluzakládal vyhledávač Atlas.cz.

## Politické působení
Od roku 2016 spolupracoval s Českou pirátskou stranou, v roce 2017 se stal jejím registrovaným příznivcem, v říjnu 2023 se pak stal jejím členem. V letech 2022 až 2024 působil jako poradce ministra pro místní rozvoj Ivana Bartoše pro oblast digitalizace. V krajských volbách v roce 2024 kandidoval z 28. místa kandidátní listiny Pirátů ve Středočeském kraji, ale nebyl zvolen, neboť uskupení v zastupitelstvu kraje žádný mandát nezískalo. V listopadu 2024 byl posléze zvolen 3. místopředsedou Pirátů.
Ve sněmovních volbách v roce 2025 kandiduje z 11. místa kandidátní listiny Pirátů ve Středočeském kraji.